# A parte te
A parte te è un singolo del cantautore albanese Ermal Meta, pubblicato il 24 giugno 2016 come terzo estratto dal primo album in studio Umano.

## Descrizione
Quarta traccia dell'album, A parte te è l'unico brano a non essere stato composto interamente da Meta, bensì a quattro mani con Dardust. La parte composta da Faini risale al 2014 ed era originariamente intitolata Sempre sarai, interpretata da Moreno in duetto con Fiorella Mannoia.

## Formazione
Musicisti
- Ermal Meta – arrangiamento, voce, cori, chitarra, programmazione, sintetizzatore
- Giordano Colombo – batteria
- Lucio Enrico Fasino – basso
- Dario Faini – pianoforte
- Feiyzi Brera – strumenti ad arco
- Riccardo Gibertini – tromba, trombone
- Marco Zaghi – sassofono tenore

Produzione
- Ermal Meta – produzione, registrazione presso lo Stone Room Studio
- Giordano Colombo – registrazione presso gli Auditoria Records
- Cristian Milani – missaggio, mastering
- Valerio Soave – produzione esecutiva
- Greta Amato – assistenza alla produzione
- Paolo Pastorino – assistenza alla produzione
- Marco Montanari – assistenza alla produzione